# Difang
Difang（ディファン、民族名：Difang Tuwana'、漢名: 郭英男〈日本語読み: かく ひでお、ウェード式ローマ字: Kuo Ying-nan〉、1921年3月20日 - 2002年3月29日）は台湾南東部の原住民アミ族（アミス）馬蘭社の頭目・歌手。農業生活を営みつつ、当時平均年齢60歳代後半の老人たちによる馬蘭吟唱隊のリーダー・ヴォーカリストをつとめた。台東生まれの「La軍艦」世代（La kedun; 軍艦階層　アミ族の3年に一度の成人式の度に名づけられる世代で、第二次世界大戦中この儀式を行った際、珍しいことに遠くの海に一隻の軍艦を見つけたことに由来する）に属した。
1993年にエニグマの『リターン・トゥ・イノセンス』で、彼の『老人飲酒歌』が無断サンプリング使用されたことにより、エニグマ、EMIと、曲を使用したIOCに対し裁判を起こし、世界的に有名となった。その後和解。1998年にダン・ラックスマンのプロデュースでアルバム『CIRCLE OF LIFE』を発表し、78歳で歌手デビュー。
彼の歌には歌詞がない。歌は一族に伝わっているものの他、彼自身でも作り、歌う。これ自体が一族の伝統遺産を守り伝えていくという頭目の仕事でもある。

## 来歴
- 1921年 - 3月20日、現在の台東市にて出生。
- 1938年〜1939年 - 少しずつ音楽的才能を開花し、若くして集落の歌唱リーダーとなる。
- 1978年 - 音楽プロデューサー許常恵に才能を見出される。
- 1988年 - フランスのMaison des cultures du mondeにて初めて大観衆を前に歌い、世界の注目を集める。
- 1996年 - アトランタオリンピックが彼の声が無断サンプリングされた『リターン・トゥ・イノセンス』をプロモーション・ソングとして使用したことに対し、クレジットに名前を載せなかった事から著作権侵害として告訴。
- 1999年 - 6月8日、アルバムを巡る著作権問題を和解。
- 1998年 - 78歳にしてファーストアルバム『CIRCLE OF LIFE』をリリース。
- 2002年 - 慢性の糖尿病から風邪による敗血症を併発し、3月29日未明に81歳で台東市のキリスト教病院にて急逝。没後の5月には行政院より「国家民族芸師」の称号が贈られた。

## ディスコグラフィー
- CIRCLE OF LIFE （コロムビアミュージックエンタテインメント、1998年10月1日）
- アミス（コロムビアミュージックエンタテインメント、1999年8月21日）
- アクロス・ジ・イエロー・アース（ロックレコード、2000年5月20日）
- The World of Difang （ロックレコード、2002年10月17日）
- Difangの歌声 Voice of Life Difang（ロックレコード、2009年5月20日）

## 参考資料
- 『CIRCLE OF LIFE』ライナーノート
- 追悼　台湾を代表する原住民歌手、郭英男 (Difang) さんが死去 - RTI財団法人・中央放送局